# パリ〜ツール2010
パリ〜ツール2010(Paris-Tours 2010)は、パリ〜ツール(UCIヨーロッパツアー1.HC)の104回目のレース。2010年10月10日に行われた。

## 結果
ラ・ループからトゥールまでの233km
| 順位 | 選手名                       | 国籍         | チーム                                      | 時間          |
| ---- | ---------------------------- | ------------ | ------------------------------------------- | ------------- |
| 1    | オスカル・フレイレ           | スペイン     | ラボバンク                                  | 4時間52分54秒 |
| 2    | アンジェロ・フルラン         | イタリア     | ランプレ - ファルネーゼ・ヴィーニ           | 同            |
| 3    | ヘルト・ステーフマンス       | ベルギー     | チーム・レディオシャック                    | 同            |
| 4    | クラース・ロドウェイク       | ベルギー     | トップスポート・フラーンデレン - メルカトル | 同            |
| 5    | 新城幸也                     | 日本         | Bbox ブイグテレコム                         | 同            |
| 6    | ロマン・フェイユ             | フランス     | ヴァカンソレイユ                            | 同            |
| 7    | ヨアン・オフルド             | フランス     | FDJ                                         | 同            |
| 8    | ワウテル・ウェイラント       | ベルギー     | クイックステップ                            | 同            |
| 9    | ベルンハルト・アイゼル       | オーストリア | チーム・HTC - コロンビア                    | 同            |
| 10   | セバスティアン・シャヴァネル | フランス     | FDJ                                         | 同            |
| 31   | 別府史之                     | 日本         | チーム・レディオシャック                    | 同            |